# Nedre Vapstsjön
Nedre Vapstsjön är en sjö i Storumans kommun och Vilhelmina kommun i Lappland och ingår i Vapstälvens huvudavrinningsområde. Sjön har en area på 2,33 kvadratkilometer och ligger 549,1 meter över havet. Nedre Vapstsjön ligger i Virisens vattensystem Natura 2000-område. Sjön avvattnas av vattendraget Vapstälven (Granån).

## Delavrinningsområde
Nedre Vapstsjön ingår i det delavrinningsområde (725746-145018) som SMHI kallar för Utloppet av Nedre Vapstsjön. Medelhöjden är 719 meter över havet och ytan är 25,59 kvadratkilometer. Räknas de 55 avrinningsområdena uppströms in blir den ackumulerade arean 417,18 kvadratkilometer. Avrinningsområdets utflöde Vapstälven (Granån) mynnar i havet. Avrinningsområdet består mestadels av skog (57 procent) och kalfjäll (34 procent). Avrinningsområdet har 2,34 kvadratkilometer vattenytor vilket ger det en sjöprocent på 9,1 procent.